# Henry Tenckhoff
Henry Tenckhoff (Bergisch Gladbach, 1930 – Seattle, 2017) è stato un medico tedesco naturalizzato statunitense.

## Biografia
Tenckhoff si laureò in Medicina e Chirurgia all'Università di Colonia nel 1955. Nel 1964 emigrò a Seattle, negli Stati Uniti, e venne aggregato nella squadra di ricercatori del Dipartimento di Nefrologia dell'Università di Washington. A quell'epoca la struttura era diretta da Belding Hibbard Scribner ed era all'avanguardia nello sviluppo dell'emodialisi e della dialisi peritoneale. Tenckohff fu incaricato da Scribner di seguire il programma di dialisi peritoneale.
Tenckhoff realizzò importanti miglioramenti nella tecnica dialitica peritoneale, come il primo catetere peritoneale permanente nel 1968 e lo sviluppo di una macchina automatica.